# Гниломёдов, Иван Андреевич
Ива́н Андре́евич Гниломёдов (24 октября 1919 — 21 октября 1987) — советский танкист-ас, в Великой Отечественной войне — командир танка и командир взвода 65-й танковой бригады 11-го танкового корпуса. Герой Советского Союза (31.05.1945) Старший лейтенант (1945).

## Биография

### Детство и молодость
Родился в 1919 году в городе Бузулуке ныне Оренбургской области в многодетной семье рабочего. В семье был самым младшим, шестым ребёнком. Русский. Член КПСС с 1945 года. Окончил неполную среднюю школу. Работал учеником, затем слесарем на механическом заводе имени Кирова.

### Боевой путь
В 1939 году призван Новоорским райвоенкоматом в Красную Армию.
На фронтах Великой Отечественной войны с октября 1941 года до Дня Победы. С 13.10.1941 по 15.02.1943 года воевал на Карельском фронте разведчиком.
Затем был отправлен на учёбу и окончил Пушкинское танковое училище в 1944 году (действовало в эвакуации в г. Рыбинск). После его окончания в марте — апреле 1944 года воевал на 1-м Украинском фронте, где участвовал в Проскуровско-Черновицкой наступательной операции в составе 13-й армии под командованием генерала Н. П. Пухова).
С 18 июля 1944 года сражался на 1-м Белорусском фронте. Освобождал Украину, Польшу, форсировал Западный Буг, Вислу, Одер. Участвовал в освобождении городов Ковель, Любомль, Радзынь-Подляский, Пулавы (Пулавский плацдарм), Лукув, Седльце, Зволень, Радом, Лодзь, Томашув-Мазовецкий, Познань, Жеркув, Сьрем, Гродзиск, Чемпинь, Вольштын, Бабимост, Мюнхеберг и Фридрихсфельде. Был ранен. Участник операции по удержанию и расширению плацдарма в районе Кюстрина (февраль—март 1945), штурма Имперской канцелярии и рейхстага. Гниломедовым И. А. и экипажем его танка Т-34 было уничтожено 14 танков противника (официально подтверждённых), из них — 1 тяжёлый танк «Тигр», 3 cредних танка «Пантера», а также 6 САУ. День Победы 1945 года встретил в центре Берлина.

#### Белорусский фронт
С 18.7.44. Командир танкового взвода 65-й Волновахской  Краснознамённой орденов Суворова и Кутузова танковой бригады 11-го Радомско-Берлинского  Краснознамённого орденов Суворова и Кутузова танкового корпуса.
Ковельская наступательная операция (с июня 1944 г. в составе 47-й армии Гусева) , Люблин-Брестская,  Висло-Одерская (в составе 69-й армии), Варшавско-Познанская и Берлинская операции в составе 1-й гвардейской и 5-й ударной армий.
За бой по расширению плацдарма на западном берегу реки Западный Буг в районе Гнишув (англ. Hniszów), Гуща (укр. Гуща) гимна Руда-Хута 20.06.44 Иван Андреевич был награжден Орденом Отечественной Войны II степени.
За участие в боях по освобождению города Седлеца (Польша) с 28 по 31 июля 1944 года Иван Андреевич был награжден орденом Красной Звезды.
За бои по прорыву вражеской обороны восточнее города Радом (Польша) в районе Дружанки, Кучки ныне Радомский повят, Мазовецкое воеводство, гимна Гузд с 14.01.45 по 17.01.45 Иван Андреевич был награжден орденом Красного Знамени.

### Подвиг
С 16.04. по 19.04.45 г. старший лейтенант  Гниломёдов лично уничтожил 8 танков (три «Пантеры», один «Тигр» и четыре PzKpfw IV), 3 самоходных орудия, 3 противотанковых орудия, 125 солдат и офицеров противника.

16 апреля 1945 года на подступах к узловой станции Вербиг (нем. Werbig) Восточно-Прусской ж. д.  (нем. Preußische Ostbahn), севернее города Зеелов, старшему лейтенанту И. А. Гниломёдову была поставлена задача отрезать и уничтожить колонну немецких войск. Танковый взвод Гниломёдова устремился наперерез противнику. От огневого налёта автомашины в колонне вспыхнули, а сидевший на них личный состав попал под губительный огонь советских танкистов. Гниломёдов вывел свой взвод во фланг обороняющемуся противнику и огнём из пушек и пулемётов уничтожил три танка Т-5, один танк Т-6 и 35 «фаустников». 18 апреля 1945 года, отражая контратаку танков противника в населённом пункте Вульков (нем. Wulkow)  10 км северо-западнее города Зеелов, он уничтожил ещё 4 танка Т-4. В стремительной атаке на господствующую высоту 58,7, севернее озера Хаусзее (нем. Haussee), уничтожил три противотанковых орудия и до 30 солдат противника. В этом бою от прямых попаданий его боевая машина загорелась, а самого лейтенанта ранило. Тем не менее, Гниломёдов погасил пламя и вывел свою машину в укрытие. Рискуя жизнью, он пришёл на выручку экипажа младшего лейтенанта И. А. Пюра и, потушив его загоревшийся танк, вывел его в укрытие, а затем доставил на СПАМ (Сборный пункт аварийных машин).
За эти подвиги командование представило Гниломёдова к высшей награде. В его наградном листке говорится:

С 16.04. по 19.04.45 г. тов. Гниломедов лично уничтожил 8 танков, 3 самоходных орудия, 3 противотанковых орудия, 125 солдат и офицеров противника. Своими решительными действиями, личным героизмом, инициативой и готовностью к самопожертвованию способствовал крупному успеху батальона и бригады. Достоин высшей правительственной награды — присвоения звания Героя Советского Союза.

Звание Героя Советского Союза присвоено 31 мая 1945 года.
11 побед — это только с 16.04.45 по 19.04.45. В наградном листке на Орден Красного Знамени  говорится ещё о двух самоходных орудиях подбитых 15.01.45 в районе Дружанки, Кучки ныне Радомский повят, Мазовецкое воеводство, гимна Гузд, а в наградном листке на Орден Красной Звезды ещё об одном подбитом САУ 30.07.44 при штурме города Седлец. Итого достоверно в трёх наградных листках документально подтверждены 14 побед.
Вот как описывает подвиг Героя командир 11-го танкового корпуса Ющук И. И. в своей книге «Одиннадцатый танковый корпус в боях за Родину» 

В районе северо-западнее Вербига бригада была контратакована 42 танками и штурмовыми орудиями при поддержке пехоты противника с запада и юго-запада. Танкисты 65-й танковой бригады при поддержке тяжёлых танков 50-го гвардейского тяжёлого танкового полка успешно отразили атаку гитлеровцев. В этом бою отличились экипажи тяжёлой танковой роты гвардии капитана В. А. Романова  50-го гвардейского тяжёлого танкового полка. Они подбили три танка противника и уничтожили много живой силы. Особенно хорошо показали себя при отражении контратаки танковая рота танковой бригады под командованием старшего лейтенанта Ф. С. Костюка и танковый взвод этой же роты под командованием лейтенанта И. А. Гниломёдова. Ими было уничтожено 17 танков и самоходных орудий гитлеровцев. За мужество и геройство проявленные при отражении контратак танков противника старший лейтенант Костюк и командир взвода лейтенант Гниломёдов получили звание Героя Советского Союза.
— Ющук И. И. «Одиннадцатый танковый корпус в боях за Родину».  — Москва: Воениздат, 1962, стр. 149-150.

### В послевоенное время
С 1946 года старший лейтенант И. А. Гниломёдов в запасе. В 1953 году окончил Бузулукский лесной техникум. Работал инженером в мехлесхозе Бузулукского бора.
После войны некоторое время жил в Ташкенте, затем работал в Бузулуке, вёл военно-патриотическую работу.
Умер 21 октября 1987 года.

## Выписка из наградного листа
Гниломёдов Иван Андреевич, лейтенант, командир взвода танков 1-го танк. б-на, 65-й танковой бригады, 1919 г.р. Отечественная война — Карельский фронт с 13.10.41—15.2.43, 1 Белорусский фронт 18.7.44. Легко ранен и контужен..
Участвуя в боях по расширению плацдарма на зап. берегу р. Одер западнее Кюстрина, т. Гниломёдов показал смелость, стойкость, геройство и инициативу. 16.4.45 в бою за ст. Вербиг (нем. Werbig) путь нашим танкам преградило минное поле и проходы под ж-д мостом забаррикадированы. Не ожидая прихода сапёр, тов. Гниломёдов под огнём противника снял 15 мин и ими же подорвал баррикады. В результате чего взвод стремительно преодолел препятствия и вышел во фланг обороняющемуся противнику, где огнём из пушек и пулемётов уничтожил 3 танка Т-5, 1 танк Т-6 и 35 «фаустников».…
18.4.45 г., отражая контратаку танков противника в дер. Вулькун (нем. Wulkow), уничтожил 4 танка Т-4. В атаке на господствующую высоту 58,7 севернее озера Хаусзее (нем. Haussee) прорвался на эту высоту, где уничтожил три 88 мм ПТО и 30 солдат. Танк получил три прямых попадания, загорелся. Тов. Гниломёдов будучи ранен, погасил свой танк и вывел в укрытие…
— подписано командиром 1 т б-на м-ром Арефьевым

## Награды и звания
- Герой Советского Союза (31 мая 1945, Орден Ленина и медаль «Золотая Звезда» № 6464)[7];
- орден Красного Знамени (22.02.1945)[8];
- орден Отечественной войны I степени (11.03.1985)
- орден Отечественной войны II степени (4.08.1944)[8];
- орден Красной Звезды (16.08.1944)[8];
- ряд медалей, в том числе:
- «За взятие Берлина»[10];
- «За освобождение Варшавы».

## Семья
Отец Андрей Васильевич, мать Анастасия Андреевна, сестра Надежда Андреевна, брат Александр Андреевич, сестра Вера Андреевна, брат Константин Андреевич, брат Пётр Андреевич, приёмная дочь Людмила Ивановна.

## Память
Именем И. А. Гниломёдова названа улица в городе Бузулук.

## Документы
- Наградной лист И. А. Гниломёдова с представлением к званию Героя Советского Союза. ОБД «Подвиг Народа», номер записи в базе данных: 150007249.